# WCW Road Wild
Road Wild fue un evento pago por visión anual de lucha libre profesional producido por la World Championship Wrestling (WCW) durante el mes de agosto de 1996 hasta 1999.

## Hog Wild
Hog Wild tuvo lugar el 10 de agosto de 1996 desde el Sturgis Motorcycle Rally en Sturgis, Dakota del Sur.
- Saturday Night match: The Public Enemy (Rocco Rock y Johnny Grunge) derrotaron a Dick Slater y Mike Enos (3:47)
- Saturday Night match: Konnan derrotó a Chavo Guerrero, Jr. (4:24)
- Saturday Night match: The Nasty Boys (Brian Knobbs y Jerry Sags) derrotaron a High Voltage (Robbie Rage y Kenny Kaos) (3:22)
- Saturday Night match: Alex Wright derrotó a Bobby Eaton (0:30)
- Saturday Night match: The Dungeon of Doom (Kevin Sullivan, Meng y The Barbarian) derrotaron a Joe Gomez, Jim Powers y Mark Starr (3:06)
- Saturday Night match: David Taylor derrotó a Mr. JL (2:37)
- Saturday Night match: Diamond Dallas Page derrotó a The Renegade (6:53)
- Saturday Night match: Arn Anderson derrotó a Hugh Morrus (0:40)
- Rey Misterio, Jr. derrotó a The Ultimate Dragon to retain the WCW Cruiserweight Championship (11:35)
  - Misterio pinned Dragon after a hurricanrana from the top rope.
- Scott Norton derrotó a Ice Train (5:05)
  - Norton forced Train to submit with an armbar.
- Madusa derrotó a Bull Nakano por descalificación (5:00)
- Chris Benoit (con Woman y Miss Elizabeth) derrotó a Dean Malenko (26:55)
  - Benoit pinned Malenko with a roll-up.
- Harlem Heat (Booker T y Stevie Ray) derrotaron a The Steiner Brothers (Rick y Scott) reteniendo el Campeonato Mundial en Parejas de la WCW (17:53)
  - Booker pinned Scott after Parker hit him with a cane.
- Ric Flair (con Woman y Miss Elizabeth) derrotó a Eddie Guerrero reteniendo el Campeonato de los Estados Unidos de la WCW (14:14)
  - Flair pinned Guerrero with a figure-four.
- The Outsiders (Scott Hall y Kevin Nash) defeated Sting y Lex Luger (14:36)
  - Hall pinned Luger after Nick Patrick hit Luger with an elbow.
- Hollywood Hogan derrotó a The Giant ganando el Campeonato Mundial Peso Pesado de la WCW (14:55)
  - Hogan pinned Giant after hitting him with the title belt.